# Hill Cove
Hill Cove – miejscowość na  Falklandach, na wyspie Falkland Zachodni.